# UFC on ESPN: Sandhagen vs. Dillashaw
UFC on ESPN: Sandhagen vs. Dillashaw (conosciuto anche come UFC on ESPN 27, oppure UFC Vegas 32) è stato un evento di arti marziali miste tenuto dalla Ultimate Fighting Championship 1l 24 luglio 2021 all'UFC APEX di Las Vegas, negli Stati Uniti.

## Risultati
|                  | Divisione             |                    |                 |                  | Metodo                                        | Round           | Tempo           | Premio          |
| Card Principale  | Card Principale       | Card Principale    | Card Principale | Card Principale  | Card Principale                               | Card Principale | Card Principale | Card Principale |
| ---------------- | --------------------- | ------------------ | --------------- | ---------------- | --------------------------------------------- | --------------- | --------------- | --------------- |
|                  | Pesi gallo            | T.J. Dillashaw     | batte           | Cory Sandhagen   | Decisione non unanime (47–48, 48–47, 48–47)   | 5               | 5:00            |                 |
|                  | Pesi gallo            | Raulian Paiva      | batte           | Kyler Phillips   | Decisione maggioritaria (29–28, 29–28, 28–28) | 3               | 5:00            | FOTN            |
|                  | Pesi piuma            | Darren Elkins      | batte           | Darrick Minner   | KO tecnico (pugni)                            | 2               | 3:48            | POTN            |
|                  | Pesi mosca femminili  | Maycee Barber      | batte           | Miranda Maverick | Decisione non unanime (28–29, 29–28, 29–28)   | 3               | 5:00            |                 |
|                  | Pesi gallo            | Adrian Yanez       | batte           | Randy Costa      | KO tecnico (pugni)                            | 2               | 2:11            | POTN            |
| Card Preliminare |                       |                    |                 |                  |                                               |                 |                 |                 |
|                  | Pesi medi             | Brendan Allen      | batte           | Punahele Soriano | Decisione unanime (30–27, 30–27, 29–28)       | 3               | 5:00            |                 |
|                  | Pesi medi             | Nassourdine Imavov | batte           | Ian Heinisch     | KO tecnico (pugni)                            | 2               | 3:09            |                 |
|                  | Pesi welter           | Mickey Gall        | batte           | Jordan Williams  | Sottomissione (rear-naked choke)              | 1               | 2:57            |                 |
|                  | Pesi gallo            | Julio Arce         | batte           | Andre Ewell      | KO tecnico (pugni)                            | 2               | 3:45            |                 |
|                  | Pesi mosca femminili  | Sijara Eubanks     | batte           | Elise Reed       | KO tecnico (pugni)                            | 1               | 3:49            |                 |
|                  | Pesi paglia femminili | Diana Belbiţă      | batte           | Hannah Goldy     | Decisione unanime (30–27, 30–27, 30–27)       | 3               | 5:00            |                 |

## Premi
I lottatori premiati ricevettero un bonus di 50.000 dollari.
Legenda:
- FOTN: Fight of the Night (vengono premiati entrambi gli atleti per il miglior incontro dell'evento)
- POTN: Performance of the Night (viene premiato il vincitore per la migliore performance dell'evento)